# 유럽 연합 탈퇴
유럽 연합 탈퇴는 유럽 연합(EU)의 회원국이 더 이상 회원국이 아니게 되는 법적, 정치적 절차를 말한다. 2007년 리스본 조약에 따라 발동된 유럽 연합 조약(TEU) 제50조에서는 "어떤 회원국도 자국의 헌법적 요건에 따라 연합으로부터의 탈퇴를 결정할 수 있다"고 규정하고 있다.
현재까지 실제로 유럽 연합에서 탈퇴한 국가는 영국뿐으로, 1973년 회원국이 된 영국은 2016년 국민투표에 따라 탈퇴를 결의하여 2020년 공식적으로 탈퇴하였다. 이외에 회원국의 속령이 유럽 연합 회원국에서 탈퇴한 일은 총 4번 있었는데, 하나는 프랑스령 알제리가 1962년 독립한 일이고, 나머지는 그린란드(1985년), 생피에르 미클롱(1985년), 생바르텔레미(2012년)가 회원국에서 탈퇴하고 유럽 연합 특수 회원국 영토으로 편입한 경우이다.

## 같이 보기
- 유럽회의주의
- 브렉시트